# Potsdam Royals 2022
Questa voce raccoglie le informazioni riguardanti i Potsdam Royals nelle competizioni ufficiali della stagione 2022.

## German Football League 2022

### Stagione regolare
| Potsdam 21 maggio 2022, ore 16:00 1ª giornata | Potsdam Royals | 24 – 21 (7-7 7-7 7-0 3-7) referto | Dresden Monarchs | Luftschiffhafen (1700 spett.)\| Arbitro: \| Schwieger \| |
| Arbitro:                                      | Schwieger      |                                   |                  |                                                          |

| Berlino 28 maggio 2022, ore 16:00 2ª giornata | Berlin Adler | 17 – 51 (3-9 7-15 0-20 7-7) referto | Potsdam Royals | Poststadion (1970 spett.)\| Arbitro: \| Schwieger \| |
| Arbitro:                                      | Schwieger    |                                     |                |                                                      |

| Kiel 4 giugno 2022, ore 16:00 3ª giornata | Kiel Baltic Hurricanes | 33 – 57 (0-21 13-15 6-14 14-7) referto | Potsdam Royals | FC Kilia (1457 spett.)\| Arbitro: \| Pruin \| |
| Arbitro:                                  | Pruin                  |                                        |                |                                               |

| Potsdam 18 giugno 2022, ore 16:00 5ª giornata | Potsdam Royals | 81 – 56 (22-7 28-28 16-14 15-7) referto | Berlin Rebels | Luftschiffhafen (1100 spett.)\| Arbitro: \| Schwieger \| |
| Arbitro:                                      | Schwieger      |                                         |               |                                                          |

| Dresda 2 luglio 2022, ore 15:00 7ª giornata | Dresden Monarchs | 21 – 36 (7-16 7-7 0-0 7-13) referto | Potsdam Royals | Stadion an der Bärnsdorfer Straße (1480 spett.)\| Arbitro: \| Schwieger \| |
| Arbitro:                                    | Schwieger        |                                     |                |                                                                            |

| Braunschweig 23 luglio 2022, ore 18:00 9ª giornata | New Yorker Lions | 26 – 65 (12-12 0-27 7-20 7-6) referto | Potsdam Royals | Eintracht-Stadion (2823 spett.)\| Arbitro: \| Pruin \| |
| Arbitro:                                           | Pruin            |                                       |                |                                                        |

| Potsdam 30 luglio 2022, ore 16:00 10ª giornata | Potsdam Royals | 50 – 34 (21-7 14-7 0-6 15-14) referto | Cologne Crocodiles | Luftschiffhafen (1100 spett.)\| Arbitro: \| Schwieger \| |
| Arbitro:                                       | Schwieger      |                                       |                    |                                                          |

| Potsdam 13 agosto 2022, ore 16:00 11ª giornata | Potsdam Royals | 50 – 35 (15-7 22-7 13-13 0-8) referto | Berlin Adler | Luftschiffhafen (1400 spett.)\| Arbitro: \| Schwieger \| |
| Arbitro:                                       | Schwieger      |                                       |              |                                                          |

| Berlino 20 agosto 2022, ore 18:00 12ª giornata | Berlin Rebels | 28 – 34 (0-14 7-6 14-6 7-8) referto | Potsdam Royals | Mommsenstadion (377 spett.)\| Arbitro: \| Schwieger \| |
| Arbitro:                                       | Schwieger     |                                     |                |                                                        |

| Potsdam 27 agosto 2022, ore 16:00 13ª giornata | Potsdam Royals | 66 – 7 (23-7 14-0 29-0 0-0) referto | Düsseldorf Panther | Luftschiffhafen (1200 spett.)\| Arbitro: \| Schwarz \| |
| Arbitro:                                       | Schwarz        |                                     |                    |                                                        |

### Playoff
| Potsdam 10 settembre 2022, ore 15:00 Quarti di finale | Potsdam Royals | 66 – 25 (15-14 15-8 22-0 14-3) referto | Straubing Spiders | Luftschiffhafen (2000 spett.)\| Arbitro: \| Schwieger \| |
| Arbitro:                                              | Schwieger      |                                        |                   |                                                          |

| Potsdam 24 settembre 2022, ore 14:00 Semifinale | Potsdam Royals | 49 – 21 (6-0 22-0 14-13 7-8) referto | Cologne Crocodiles | Luftschiffhafen (2430 spett.)\| Arbitro: \| Schwieger \| |
| Arbitro:                                        | Schwieger      |                                      |                    |                                                          |

| Arbitri: | Pruin Heinrich Angermeier Forst Berndt Hintze Maghsudi-Hamann Witt |

| |           | |
| Haas 6':50" Q1 (TD) 37yd kickoff return Stadelmayr Q1 (pat) Hennessey 10':56" Q2 (TD) 1yd run Stadelmayr Q2 (pat) Rutenbeck 5':24" Q2 (TD) 31yd pass from Hennessey 0':18" Q2 (TD) 10yd run Stadelmayr Q2 (pat) Stadelmayr 8':57" Q3 (FG) 26yd Böhringer 0':21" Q3 (TD) 27yd pass from Hennessey Stadelmayr Q3 (pat) Minton 0':59" Q4 (TD) 16yd pass from Hennessey Stadelmayr Q4 (pat) | Marcatori | Pajarinen 6':55" Q1 (TD) 5yd run Pajarinen 1':19" Q1 (TD) 4yd run Schuhmacher Q1 (pat) Dragan 1':54" Q3 (TD) 14yd pass from R. Patterson Schuhmacher Q3 (pat) R. Patterson 8':00" Q4 (TD) 3yd run Schuhmacher Q4 (pat) |

## Statistiche di squadra
| Competizione      | %Vittorie | In casa | In casa | In casa | In casa | In casa | In casa | In trasferta | In trasferta | In trasferta | In trasferta | In trasferta | In trasferta | Totale | Totale | Totale | Totale | Totale | Totale |
| Competizione      | %Vittorie | G       | V       | N       | P       | Pf      | Ps      | G            | V            | N            | P            | Pf           | Ps           | G      | V      | N      | P      | Pf     | Ps     |
| ----------------- | --------- | ------- | ------- | ------- | ------- | ------- | ------- | ------------ | ------------ | ------------ | ------------ | ------------ | ------------ | ------ | ------ | ------ | ------ | ------ | ------ |
| Stagione regolare | 1.000     | 5       | 5       | 0       | 0       | 271     | 153     | 5            | 5            | 0            | 0            | 243          | 125          | 10     | 10     | 0      | 0      | 514    | 278    |
| Playoff           | .667      | 2       | 2       | 0       | 0       | 115     | 46      | 1            | 0            | 0            | 1            | 27           | 44           | 3      | 2      | 0      | 1      | 142    | 90     |
| Totale            | .923      | 7       | 7       | 0       | 0       | 386     | 199     | 6            | 5            | 0            | 1            | 270          | 169          | 13     | 12     | 0      | 1      | 656    | 368    |

## Statistiche personali

### Marcatori
| Giocatore    | Ruolo | TD rush | TD recv | TD int | TD p.ret | TD k.ret | TD oth | Xp1   | Xp2 | FG | Saf | Totale |
| ------------ | ----- | ------- | ------- | ------ | -------- | -------- | ------ | ----- | --- | -- | --- | ------ |
| Bals         |       | 8+2     | 3       | 0      | 0        | 0        | 0      | 30    | 3+1 | 3  | 0   | 125    |
| Pajarinen    |       | 11+6    | 0       | 0      | 0        | 0        | 0      | 0     | 2   | 0  | 0   | 106    |
| Polk         |       | 0       | 11+4    | 0      | 0        | 2        | 0      | 0     | 0   | 0  | 0   | 102    |
| Wolfe        |       | 0       | 14+1    | 0      | 0        | 0        | 0      | 0     | 1   | 0  | 0   | 92     |
| Helbig       |       | 12+1    | 1       | 0      | 0        | 0        | 0      | 0     | 1+1 | 0  | 1   | 90     |
| Žouželka     |       | 4+1     | 0       | 0      | 0        | 0        | 0      | 0     | 0   | 0  | 0   | 30     |
| Schumacher   |       | 0       | 0       | 0      | 0        | 0        | 0      | 14+14 | 0   | 0  | 0   | 28     |
| J. Valbon    |       | 0       | 1       | 0      | 0        | 0        | 0      | 0     | 3+1 | 0  | 0   | 14     |
| M. Urth      |       | 0       | 2       | 0      | 0        | 0        | 0      | 0     | 0   | 0  | 0   | 12     |
| M. Dubicki   |       | 0       | 1       | 0      | 0        | 0        | 0      | 0     | 2   | 0  | 0   | 10     |
| P. Cranston  |       | 0       | 0       | 1      | 0        | 0        | 0      | 0     | 0   | 0  | 1   | 8      |
| Dragan       |       | 0       | 0+1     | 0      | 0        | 0        | 0      | 0     | 0+1 | 0  | 0   | 8      |
| R. Patterson |       | 0+1     | 0       | 0      | 0        | 0        | 0      | 0     | 0   | 0  | 0   | 6      |
| Raji         |       | 0       | 1       | 0      | 0        | 0        | 0      | 0     | 0   | 0  | 0   | 6      |
| M. Time      |       | 0       | 0       | 0+1    | 0        | 0        | 0      | 0     | 0   | 0  | 0   | 6      |

### Passer rating
| Giocatore    | G    | Att    | Comp   | Int | Yds      | TD   | NFL    | NCAA   |
| ------------ | ---- | ------ | ------ | --- | -------- | ---- | ------ | ------ |
| Helbig       | 10+2 | 317+29 | 206+25 | 5+0 | 3085+321 | 32+4 | 123,86 | 176,89 |
| R. Patterson | 1+3  | 4+43   | 1+31   | 1+1 | 89+328   | 1+2  | 99,34  | 155,17 |
| Wolfe        | 4    | 4      | 4      | 0   | 69       | 1    |        |        |
| M. Schuett   | 1    | 1      | 0      | 0   | 0        | 0    |        |        |